# Noagtenga
Ne doit pas être confondu avec Nongtenga ou Nangtenga.
Noagtenga est une localité située dans le département de Yé de la province du Nayala dans la région de la Boucle du Mouhoun au Burkina Faso.